# Pseudococcus carrietoniensis
Pseudococcus carrietoniensis är en insektsart som beskrevs av Williams 1985. Pseudococcus carrietoniensis ingår i släktet Pseudococcus och familjen ullsköldlöss. Inga underarter finns listade i Catalogue of Life.